# Bisbat de Nuoro

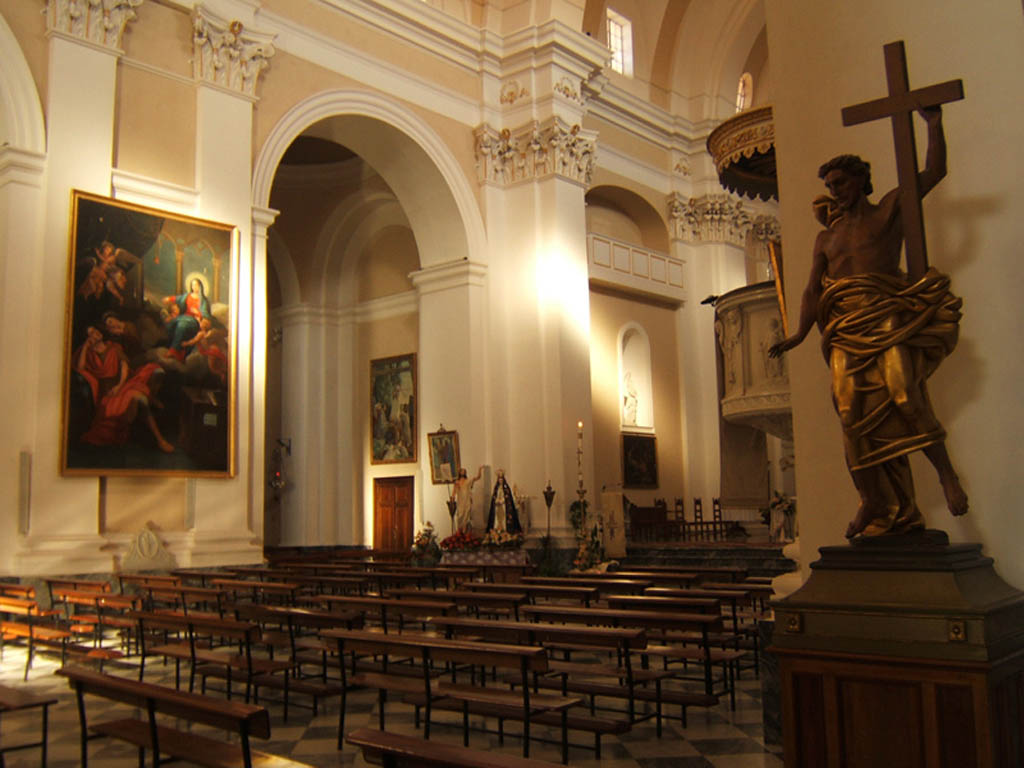
Interior de la catedral

El bisbat de Nuoro (italià: diocesi di Nuoro; llatí: Dioecesis Nuorensis) és una seu de l'Església catòlica, sufragània de l'arquebisbat de Càller, que pertany a la regió eclesiàstica Sardenya. El 2010 tenia 122.447 batejats d'un total de 124.708 habitants. Actualment està regida pel bisbe Mosè Marcia.

## Territori
La diòcesi comprèn 29 municipis de la província de Nuoro, a Sardenya.
La seu episcopal és la ciutat de Nuoro, on es troba la catedral de Santa Maria delle Neve. A Galtellì i a Ottana es troben les antigues catedrals, dedicades respectivament a San Pere i a Sant Nicolau.
El territori està dividit en 46 parròquies, repartides en 7 arxiprestats: Nuoro, Bitti, Dorgali, Fonni, Gavoi, Orani i Siniscola.

## Història
La diòcesi de Galtellì va ser erigida entre els segles X i xii. La jurisdicció del bisbe de Galtellì s'estenia per les parròquies incloses a les curatories de Barbagia de Bitti, d'Orfili, de Galtellì i de Posada.
El 1138 una butlla del Papa Alexandre III la va fer sufragània de l'arxidiòcesi de Pisa. Aquesta decisió va ser confirmada pels papes posteriors en 1161 i en 1198.
Abandonat el domini pisà sobre Sardenya, la seu de Galtellì va esdevenir durant el segle xiii immediatament subjecta a la Santa Seu.
En virtut de la butlla Sacrosancta Romana Ecclesia del papa Alexandre VI de l'11 de setembre de 1495 la diòcesi va ser abolida i el seu territori va quedar unit a l'arxidiòcesi de Càller: aquesta decisió es va deure a les dificultats econòmiques i per la petita grandària de la població, delmada per la pesta i les guerres judicials. Aquesta unió va entrar en vigor l'any següent, amb la mort del bisbe Giovanni Vincy.
El 21 de juliol de 1779, amb la butlla Eam inter coeteras del Papa Pius VI es va restablir la seu amb el nom de diòcesi de Galtellì-Nuoro, com a ufragánea de l'arxidiòcesi de Càller i amb residència a Nuoro. El territori inclou, a més de l'antiga diòcesi de Galtellì, la ciutat de Nuoro i els països d'Orune i Lollove, pres de la diòcesi de l'Alguer, Orgosolo, adquirida per l'arxidiòcesi de Càller; i Fonni i Mamoiada, que havia pertangut a l'arxidiòcesi d'Oristany.
Durant el segle xix, la diòcesi ha tingut una vida problemàtica. En 1828 el bisbe Casabianca va ser interdit per mostrar una conducta reprovable. Llavors la diòcesi va ser confiada a diversos administradors apostòlics previs a Gian Maria Bua, arquebisbe d'Oristany, després a Alessandro Domenico Veresino, arquebisbe de Sàsser i finalment Emanuele Marongiu Nurra, arquebisbe de Càller. Aquests dos últims prelats van haver de patir encara seriosos desacords del govern del Regne de Sardenya. Per protestar contra la legislació que infringia els drets de l'Església van ser sentenciats a presó per ser servit en els seus respectius episcopis i van veure expropiades les rendes de la seva llar Episcopal. La vacant de la seu es va estendre fins al 1867.
Després de la reconstitució de la província de Nuoro, el 27 de gener de 1928, la diòcesi assumí el nom actual sota el decret Antiquam Galtellinensem de la Congregació Consistorial.

## Cronologia episcopal

### Bisbes de Galtellì
- Bernardo † (inicis de 1138 – finals de 1143)
- Giovanni † (citat el 1173)
- Anònim † (citat el 1206)
- Anònim † (citat el 1254)
- Anònim † (? - 1263)
- Anònim † (1263 - ?)
- Pompeiano † (citat el 1273)
- Anònim † (citat el 1302)
- Nicola † (? - 1329 mort)
- Gualtiero, O.P. † (19 de juny de 1329 - ? mort)
- Simone † (30 de juliol de 1333 - ? mort)
- Antonio † (15 de juliol de 1345 - ? mort)
- Arnaldo, O.Carm. † (11 de juliol de 1348 - ? mort)
- Alberto † (10 de març de 1365 - ? mort)
- Antonio Sabatini, O.Carm. † (28 de gener de 1376 - ? mort)
  - Antoine Pétri, O.Carm. † (28 de març de 1379 - ? mort) ( obediència avinyonesa)
  - Guillaume Arnaud, O.F.M. † (26 de gener de 1386 - ?) (obediència avinyonesa)
- Antonio Roceres † (1387 - 1394 mort)
- Paolo, O.F.M. † (14 d'octubre de 1394 - ?)
- Bertrando Flores † (19 de setembre de 1404 - 21 de desembre de 1407 nomenat arquebisbe d'Oristany)
- Gerardo † (27 d'agost de 1406 - ? mort)
- Giovanni Miracapelli, O.P. † (11 de desembre de 1419 - ? mort)
- Giovanni Ferrer, O.F.M. † (10 de juliol de 1426 - 1428 mort)
- Guglielmo da Morana, O.F.M. † (5 de març de 1428 - 1432 mort)
- Sebastiano Abbate, O.P. † (6 de març de 1433 - ? mort)
- Lorenzo Pujol, O.F.M. † (28 de setembre de 1451 - ? mort)
- Giovanni Cicci, O.P. † (8 de juny de 1457 - ? mort)
- Giorgio Pinna † (4 de maig de 1467 - ? mort)
- Guglielmo Oller † (6 de gener de 1487 - ? mort)
- Guglielmo Vidal † (26 de juny de 1490 - ? mort)
- Giovanni Vincy † (8 de gener de 1494 - 1496 mort)
  - Seu unida a l'arxidiòcesi de Càller (1495-1779)

### Bisbes de Nuoro
- Gian Antioco Serra-Urru † (18 de setembre de 1780 - 8 de febrer de 1786 mort)
- Pietro Craveri, O.F.M. † (7 d'abril de 1788 - 7 d'octubre de 1801 mort)
- Alberto Maria Giuseppe Andrea Luigi Solinas, O.Carm. † (17 de gener de 1803 - 17 de juliol de 1817 mort)
- Antonio-Maria Casabianca † (29 de març de 1819 - 29 de gener de 1828 dimití)
  - Sede vacante (1828-1867)
- Salvatore Angelo de Martis, O.Carm. † (22 de febrer de 1867 - 24 de juny de 1902 mort)
- Luca Canepa † (18 de febrer de 1903 - 8 de desembre de 1922 mort)
- Maurilio Fossati, O.SS.G.C.N. † (24 de març de 1924 - 2 d'octubre de 1929 nomenat arquebisbe de Sàsser)
- Giuseppe Cogoni † (20 de novembre de 1930 - 4 de novembre de 1938 nomenat arquebisbe d'Oristany)
- Felice Beccaro † (3 de març de 1939 - 26 de novembre de 1946 nomenat bisbe de San Miniato)
- Giuseppe Melas † (31 de gener de 1947 - 10 de setembre de 1970 mort)
- Giovanni Melis Fois † (7 de novembre de 1970 - 16 d'abril de 1992 jubilat)
- Pietro Meloni (16 d'abril de 1992 - 21 d'abril de 2011 jubilat)
- Mosè Marcia, dal 21 d'abril de 2011

## Estadístiques
A finals del 2010, la diòcesi tenia 122.447 batejats sobre una població de 124.708 persones, equivalent al 98,1% del total.
| any  | població | població | població | sacerdots | sacerdots       | sacerdots       | sacerdots             | diaques | religiosos | religiosos | parroquies |
| ---- | -------- | -------- | -------- | --------- | --------------- | --------------- | --------------------- | ------- | ---------- | ---------- | ---------- |
| any  | batejats | total    | %        | total     | clergat secular | clergat regular | batejats por sacerdot | diaques | homes      | dones      |            |
| 1950 | 102.000  | 102.000  | 100,0    | 68        | 60              | 8               | 1.500                 |         | 10         | 110        | 34         |
| 1969 | 118.078  | 118.078  | 100,0    | 99        | 84              | 15              | 1.192                 |         | 20         | 115        | 44         |
| 1980 | 127.091  | 126.991  | 100,1    | 94        | 85              | 9               | 1.352                 |         | 18         | 166        | 47         |
| 1990 | 125.841  | 128.332  | 98,1     | 101       | 90              | 11              | 1.245                 |         | 15         | 138        | 46         |
| 1999 | 124.676  | 125.231  | 99,6     | 87        | 79              | 8               | 1.433                 | 5       | 9          | 122        | 46         |
| 2000 | 125.102  | 125.829  | 99,4     | 86        | 78              | 8               | 1.454                 | 6       | 9          | 131        | 46         |
| 2001 | 124.990  | 125.665  | 99,5     | 93        | 82              | 11              | 1.343                 | 6       | 12         | 128        | 46         |
| 2002 | 125.205  | 126.014  | 99,4     | 88        | 77              | 11              | 1.422                 | 5       | 12         | 115        | 46         |
| 2003 | 124.485  | 125.178  | 99,4     | 90        | 76              | 14              | 1.383                 | 5       | 14         | 122        | 46         |
| 2004 | 122.526  | 123.906  | 98,9     | 88        | 75              | 13              | 1.392                 | 7       | 13         | 121        | 46         |
| 2010 | 122.447  | 124.708  | 98,1     | 94        | 81              | 13              | 1.302                 | 8       | 14         | 111        | 46         |